# Antoine-Louis-Marie de Gramont
Antoine-Louis-Marie de Gramont, duc de Guiche puis 8e duc de Gramont et prince de Bidache, est un militaire et homme politique français né le 17 août 1755 au château de Versailles[réf. nécessaire] ou à Paris, et mort le 28 août 1836 à Paris).

## Biographie
Issu de la Maison de Gramont, Antoine-Louis-Marie est le fils d'Antoine Adrien Charles de Gramont, maréchal des camps et armées du Roi, et de Marie-Louise de Faoucq. Son père meurt en 1762, alors qu'il n'a que sept ans. Il est le petit-fils de Louis de Gramont, 6e duc de Gramont, gouverneur de Bayonne, le neveu de Antoine VII de Gramont, 7e duc de Gramont, auquel il succèdera comme 8e duc.
Il est connu d'abord sous le nom de comte de Louvigny et reçoit le brevet de duc de Guiche le 16 avril 1780.
Le duc de Guiche est, à la Révolution française, capitaine aux gardes du corps du Roi : il commande à Versailles la cornette des gardes pendant les journées des 5 et 6 octobre 1789.

Placé en 1791 à la tête de la maison du Roi réunie à Coblentz, il fait, en qualité de maréchal de camp, la campagne de 1796, à l'armée de Condé. Après le licenciement de la maison du Roi, il rejoint Louis XVIII, qu'il ne quitte plus. Il se trouve auprès de ce prince à Dillingen, lorsqu'on attente à ses jours, en lui tirant un coup de pistolet à la tête. 

« “ Ah, Sire ! ”, s'écria le duc de Gramont, “  si le monstre eût tiré une ligne plus bas ?
- Eh bien, mon ami ”, répondit Louis XVIII avec le plus grand sang-froid, “ une ligne plus bas, le Roi de France s'appelait Charles X.” »

Il émigre avec sa famille en Angleterre, où il sert au 10e hussards : il y est connu sous le simple nom de capitaine Gramont.
En 1801, il succède à son oncle Antoine VII de Gramont, mort le 17 avril 1801 (27 germinal an IX) à Compiègne sans laisser de postérité masculine, et devient, de droit, le 8e duc de Gramont.
Le duc de Gramont partage l'exil du roi jusqu'en 1814. Il rentre en France avec le duc d'Angoulême, dont il est le premier aide de camp, et, à sa rentrée en France, il reprend auprès du roi les fonctions de capitaine des gardes qu'il a exercées sous Louis XVI, et qu'il continue depuis sous Charles X.

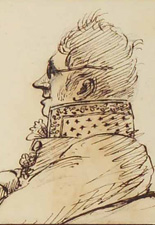
Antoine-Louis-Marie, duc de Gramont.

Il devient successivement pair de France (4 juin 1814), lieutenant général (8 août 1814), gouverneur de la 11e division militaire (30 septembre 1814). Aux Cent-Jours il se retire en Espagne après l'affaire de Pont-Saint-Esprit.
Lors du procès du maréchal Ney, il fait une déposition relativement modérée, mais, vote pour la mort. Par la suite, il défend les prérogatives de la royauté plus que les libertés octroyées.
Il est fait aussi gentilhomme de la Chambre du Roi et, par ordonnance du 31 août 1817, duc-pair héréditaire.
En 1818, il est impliqué, avec le duc de Mouchy et le prince de Poix, en homicide involontaire et complicité d'homicide involontaire commis sur la personne du feu comte de Saint-Morys (fils de St-Morys)
Il est nommé chevalier des Ordres du roi le 30 septembre 1820, grand officier de la Légion d'honneur le 3 septembre 1823, et chevalier de Saint-Louis.
À l'époque du couronnement de George IV (1821), il est choisi pour représenter la France en qualité d'ambassadeur extraordinaire.
Après la révolution de Juillet 1830, il ne refuse pas le serment à la monarchie de juillet, et continue à siéger à la Chambre haute jusqu'à sa mort, arrivée à Paris, le 28 août 1836, à l'âge de quatre-vingt-et-un ans.
Il est inhumé dans la chapelle de la principauté de Bidache, où les chefs de sa maison ont été souverains jusqu'en 1789.

### Distinctions
- Chevalier de l'ordre du Saint-Esprit (30 septembre 1820)
- Grand officier de la Légion d'honneur (3 septembre 1823)[5]
  -  Officier de la Légion d'honneur (19 août 1823)
  -  Chevalier de la Légion d'honneur (18 mai 1820)[10]
- Chevalier de l'ordre royal et militaire de Saint-Louis (15 juillet 1815)[8],[11].

### Mariage et descendance

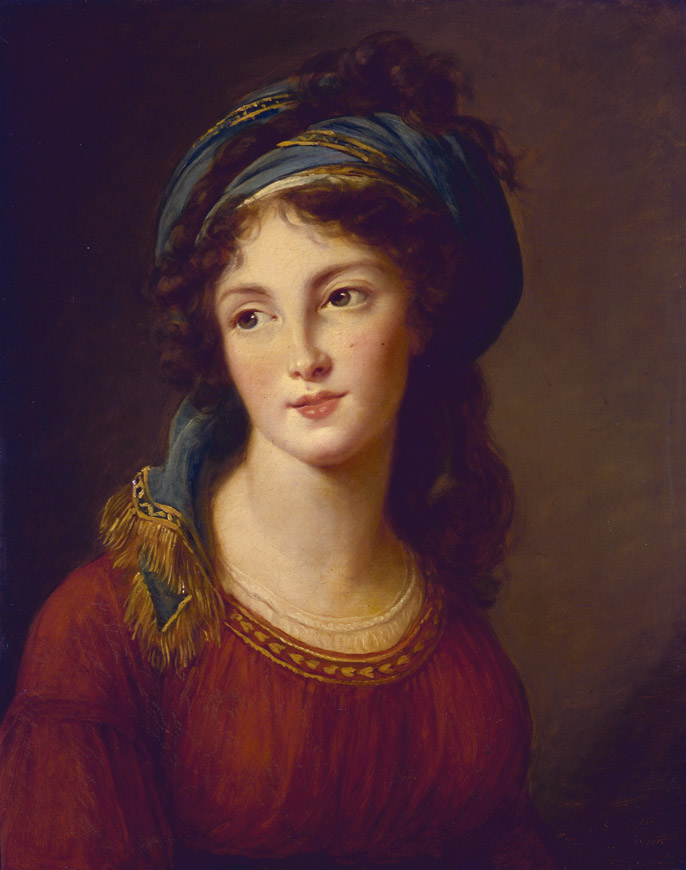
Aglaé de Polignac (1768-1803)
par Élisabeth Vigée-Lebrun, 1794

Il épouse, le 11 juillet 1780 à Versailles, Louise-Françoise-Gabrielle-Aglaé de Polignac (Paris, 7 mai 1768 - palais de Holyrood, Édimbourg, 30 mars 1803), fille de Jules de Polignac (1745-1817), comte puis 1er duc de Polignac (20 septembre 1780) et de Yolande de Polastron (1749-1793), sa marraine, gouvernante des enfants de France (1782-1789).
- Ensemble, ils eurent :
  - Corisande-Armandine-Léonie de Gramont (5 octobre 1782-23 janvier 1865), mariée le 28 juillet 1806, avec Charles Augustus Bennet (1776-1859), lord Ossulton, fils du comte de Tankerville, depuis chef de sa famille et 5e comte de Tankerville (en), dont :
    - Charles Augustus Bennet (1810-1899), 6e comte de Tankerville (en), marié, dont postérité ;
    - Lady Corisande Emma Bennett, mariée avec James Howard Harris (1807-1889), 3e comte de Malmesbury (en)

  - Antoinette-Gabrielle-Aglaé de Gramont (17 janvier 1787, Versailles-21 janvier 1842, Paris), mariée en premières noces le octobre 1805 avec Alexandre Lvovitch Davydov[12] (1773-1833), général russe, puis en secondes noces en 1831, avec le maréchal Horace, comte Sébastiani (1772-1851), ancien ministre de la marine et des Affaires étrangères, ambassadeur du Roi en Angleterre, etc. De sa première union, Aglaé eut :
    - Catherine Davydov (1806, Saint-Pétersbourg-15 février 1882, Nice), mariée le 22 décembre 1826 à Paris, avec Ernest de Cadoine, marquis de Gabriac (1792-1865), dont postérité ;
    - Adèle Davydov (1810-1881), religieuse ;
    - Vladimir Alexandrovitch Davydov (1816-1886), officier de l'armée russe, marié à la princesse Djambakouriane-Orbeliani.

  - Antoine-Geneviève-Héraclius-Agénor de Gramont (17 juin 1789-3 mars 1855), duc de Guiche puis 9e duc de Gramont, marié, le 23 juillet 1818, avec Ida (1802-1882), fille de Jean-François-Albert Grimaud, comte d'Orsay (1772-1843) et sœur d'Alfred d'Orsay, dont :
    - Postérité.

Enfants
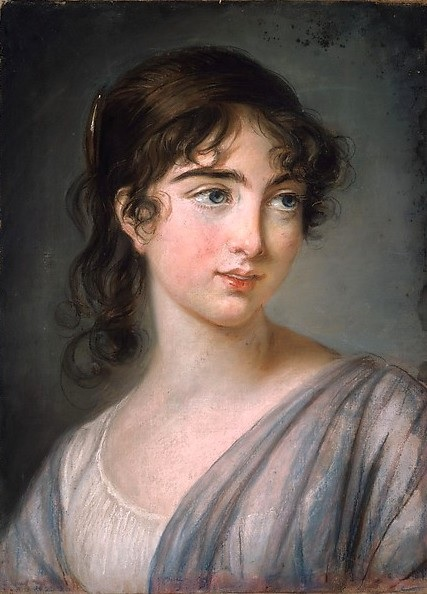
Corisande Armandine Léonie de Gramont (1782-1865) par Élisabeth Vigée-Lebrun, 1819.
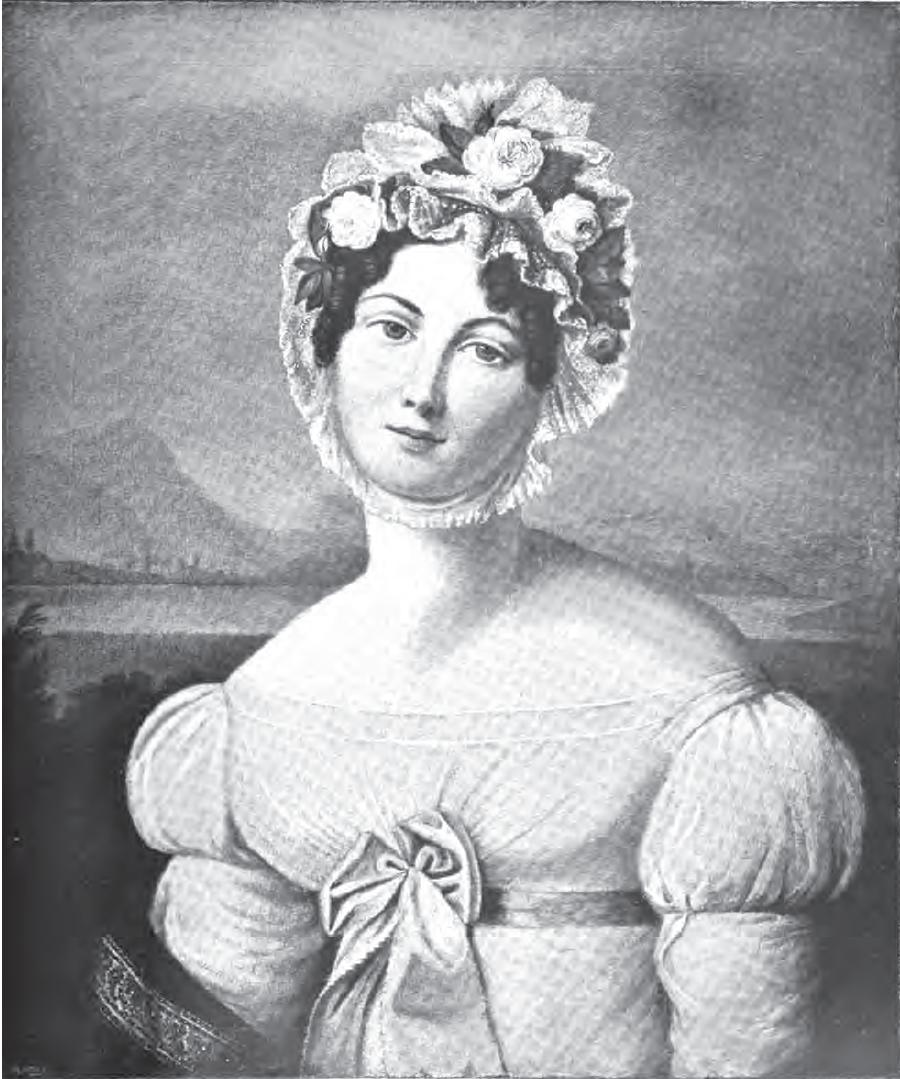
Aglaé de Gramont (1787-1842)
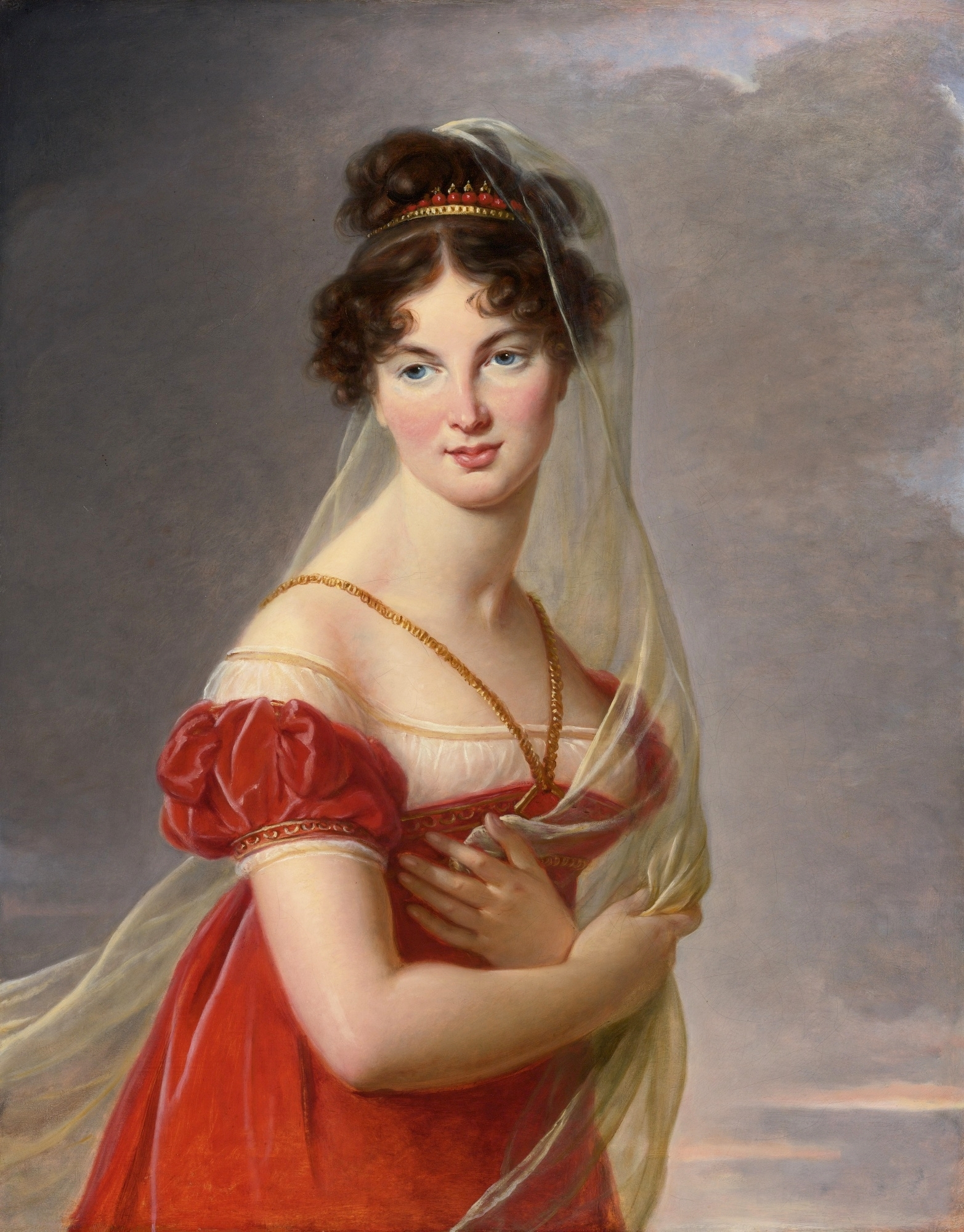
Aglæ Gabrielle de Gramont (1787-1842) femme du général russe Alexandre Davydov par Élisabeth Vigée-Lebrun Collection privée Vente Sotheby's 2014
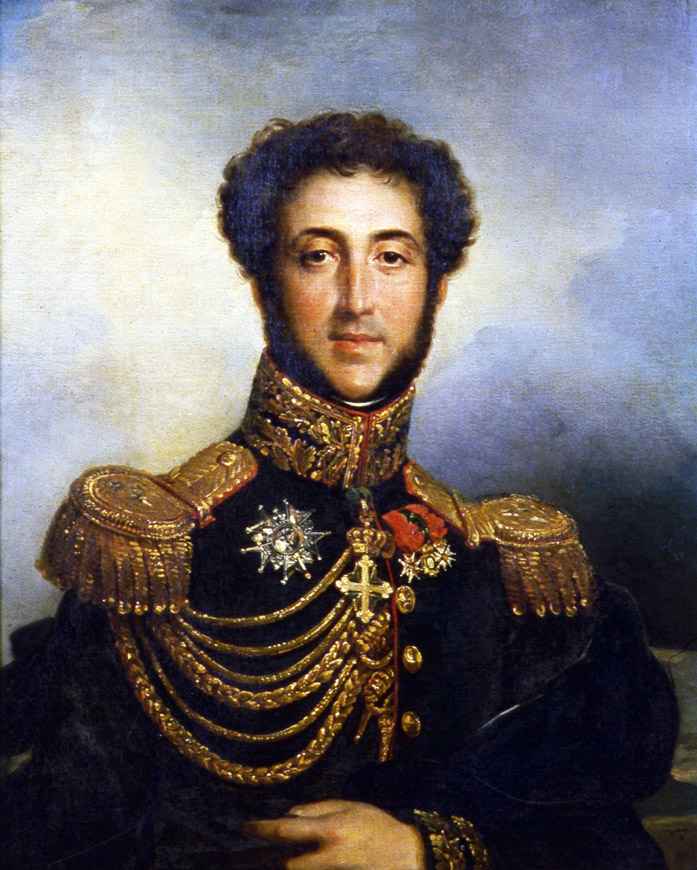
Antoine (IX) Geneviève Héraclius Agénor

- Aglæ Gabrielle de Gramont (1787-1842)
femme du général russe Alexandre Davydov
par Élisabeth Vigée-Lebrun
Collection privée
Vente Sotheby's 2014
- Antoine (IX) Geneviève Héraclius Agénor

## Ascendance
Antoine-Louis-Marie de Gramont était le fils aîné d'Antoine-Adrien-Charles, comte de Gramont (22 juillet 1726-22 septembre 1762), brigadier des armées du roi, colonel du régiment Dauphin-Infanterie, fils cadet de Louis (1689-1745), 6e duc de Gramont, et de Marie-Louise de Faoucq (1732-1799), dame de Rupalley, dame du palais des reines Marie Leszczyńska (1752) et Marie-Antoinette (1770-1789, exilée de 1770 à 1774 par Louis XV).

## Titres
- Comte de Louvigny, puis,
- Duc de Guiche (brevet du 16 avril 1780[5]), puis,
- Duc de Gramont (à la mort de son oncle en 1801) et prince de Bidache[4]
- « Pair de France » (membre de la Chambre des pairs)[13] :
  - « Pair à vie » (4 juin 1814),
  - Duc et pair héréditaire (31 août 1817, sans lettres patentes).

## Armoiries
Écu (du duc de Gramont)Écartelé : au 1, d'or au lion d'azur armé et lampassé de gueules (Gramont) ; au 2 et 3, de gueules à trois flèches d'or, posées en pal, empennées et armées d'argent (d'Aster) ; au 4, d'or à la levrette (ou lévrier) accolée et bouclée d'azur, à la bordure de sable, chargée de huit besants d'or (Aure). Sur le tout, de gueules à quatre otelles d'argent (Comminges).,,
CriDios nos ayude!
Devise« Dei gratia sum id quod sum »